# Eveline Widmerová-Schlumpfová
Eveline Widmerová-Schlumpfová (* 16. března 1956 Felsberg) je švýcarská právnička, politička a členka švýcarské Spolkové rady v letech 2008–2015. Mezi lety 2010–2015 byla také spolkovou ministryní financí. Byla viceprezidentkou Švýcarské konfederace pro rok 2011, v roce 2012 byla pak její prezidentkou.

## Život a kariéra
Je vdaná a má tři děti. Je dcerou bývalého spolkového radního Leona Schlumpfa. Je šestou ženou, která byla zvolena do švýcarské Spolkové rady, a po Eugènu Ruffym druhým spolkovým radním, jehož otec zastával stejnou funkci.

### Kariéra v kantonu Graubünden
Titul v oboru právo získala na univerzitě v Curychu v roce 1981. Mezi lety 1987–1998 pracovala jako právnička. Byla zvolena soudcem okresního soudu Trin v roce 1985, jeho předsedkyní byla v letech 1991–1997. Jako členka Švýcarské lidové strany byla členkou parlamentu kantonu Graubünden ve volebním období 1994–1998, a v roce 1998 byl zvolena jako první žena do kantonální vlády kantonu Graubünden.

#### Volby do Spolkové rady
Do Spolkové rady byla zvolena dne 12. prosince 2007, když porazila protikandidáta Christopha Blochera. V prvním kole získala 116 hlasů, proti 111 hlasům pro Blochera.

##### Viceprezidentka a prezidentka
Byla zvolena viceprezidentkou pro rok 2011, za prezidentky Micheline Calmyové-Reyové. Dne 14. prosince 2011 byla zvolena prezidentkou Švýcarské konfederace pro rok 2012. Několik dní po volbách do Národní rady v roce 2015, které provázel velký úspěch SVP, oznámila Eveline Widmerová-Schlumpfová 28. října 2015 rezignaci na členství ve Spolkové radě ke konci roku 2015, aby zabránila svému předvídatelnému odvolání z funkce, v důsledku čehož nekandidovala ve volbách do Spolkové rady 9. prosince 2015.